# 제임스앤드루 데이비스
제임스앤드루 앤서니 데이비스(영어: James-Andrew Anthony Davis, 1991년 7월 3일~)는 영국의 펜싱 선수로 주 종목은 플뢰레이다. 2012년 하계 올림픽에서 남자 플뢰레 개인전과 단체전에 출전하였다. 그는 개인전 32강에서 독일의 페터 요피히에게 10-15로 패해 탈락하였고, 단체전에서는 6위를 기록하였다.